# Ingeborg Pfüller

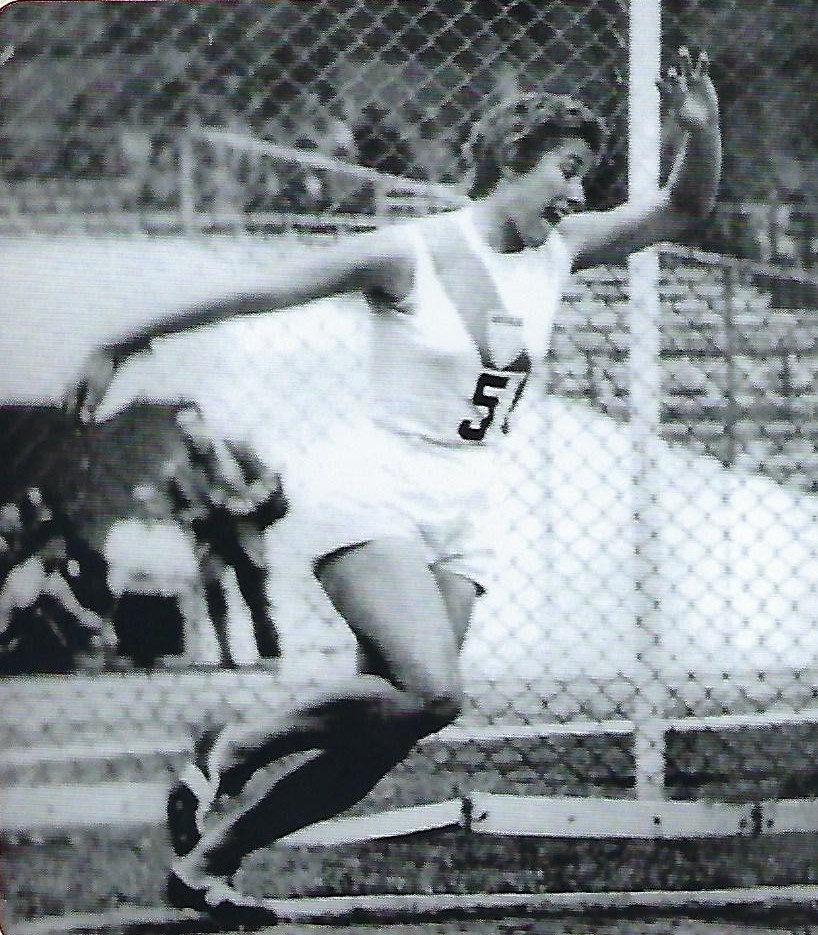
Ingeborg Pfüller (1955)

Ingeborg Ella Pfüller (* 1. Januar 1932) ist eine ehemalige argentinische Leichtathletin, die im Kugelstoßen und im Diskuswurf erfolgreich war. Sie gewann vier Medaillen bei Panamerikanischen Spielen und sieben Medaillen bei Leichtathletik-Südamerikameisterschaften, darunter vier Goldmedaillen.

## Karriere
Ingeborg Pfüller gewann ihre erste internationale Medaille bei den Südamerikameisterschaften 1949 in Lima, als sie mit 36,05 m Bronze hinter ihrer Landsfrau Ingeborg Mello und der Chilenin Zita Brandt gewann. Bei den ersten Panamerikanischen Spielen 1951 vor heimischer Kulisse in Buenos Aires siegte Ingeborg Mello mit Kugel und Diskus. Ingeborg Pfüller gewann mit 37,19 m Silber mit dem Diskus, mit der Kugel lag sie am Ende mit 11,58 m einen Zentimeter hinter der Brasilianerin Vera Trezoitko auf dem dritten Rang. Auch die Südamerikameisterschaften 1952 fanden in Buenos Aires statt, Ingeborg Pfüller gewann sowohl mit der Kugel als auch mit dem Diskus Silber hinter Ingeborg Mello. Bei den Olympischen Spielen 1952 in Helsinki erreichte sie mit 41,73 m den siebten Platz und verpasste nur knapp den Endkampf.
Nachdem sie von 1953 bis 1960 nicht an den Südamerikameisterschaften teilgenommen hatte (ihr einziger großer Wettkampf war 1955 der Sieg bei den Panamerikanischen Spielen in Mexiko-Stadt, wo sie mit 43,19 m und 3 m Vorsprung auf ihre Landsfrau Isabel Avellán gewann), trat Pfüller 1961 wieder an und feierte mit einem Doppelsieg ein erfolgreiches Comeback. 1963 konnte sie diesen Erfolg wiederholen. Im selben Jahr gewann sie bei den Panamerikanischen Spielen in São Paulo mit einer Weite von 47,83 m die Silbermedaille im Diskuswurf hinter der Kanadierin Nancy McCredie. Im Kugelstoßen belegte sie in São Paulo den 5. Platz.
Bei einer Körpergröße von 1,68 m betrug ihr Wettkampfgewicht 64 Kilogramm.

## Medaillen

### Panamerikanische Spiele
- 1951
  - Kugelstoßen: Bronze
  - Diskuswurf: Silber
- 1955
  - Diskuswurf: Gold
- 1963
  - Diskuswurf: Silber

### Südamerikameisterschaften
- 1949
  - Diskuswurf: Bronze
- 1952
  - Kugelstoßen: Silber
  - Diskuswurf: Silber
- 1961
  - Kugelstoßen: Gold
  - Diskuswurf: Gold
- 1963
  - Kugelstoßen: Gold
  - Diskuswurf: Gold

## Bestleistungen
- Kugelstoßen: 13,03 m (1962)
- Diskuswurf: 49,89 m (1963)